# Noyelles-sur-Sambre
Noyelles-sur-Sambre ist eine französische Gemeinde im Département Nord in der Region Hauts-de-France. Sie gehört zum Kanton Aulnoye-Aymeries im Arrondissement Avesnes-sur-Helpe. Die Bewohner nennen sich Noyellais oder Noyellaises.

## Geografie
Die Gemeinde Noyelles-sur-Sambre liegt im Regionalen Naturpark Avesnois, 21 Kilometer südwestlich von Maubeuge. Die Grenze zu Sassegnies im Nordwesten und im Norden verläuft entlang der Sambre. Diese nimmt die Helpe Majeure als rechten Nebenfluss auf, nachdem diese die Gemeindegemarkung von Noyelles-sur-Sambre durchquert hat. Die weiteren Nachbargemeinden sind Leval und Dompierre-sur-Helpe im Nordosten, Taisnières-en-Thiérache im Südosten, Maroilles im Südwesten und Locquignol im Westen.
Die ehemalige Route nationale 359 führt durch Noyelles-sur-Sambre.

## Bevölkerungsentwicklung
| Jahr                       | 1962 | 1968 | 1975 | 1982 | 1990 | 1999 | 2011 | 2020 |
| Einwohner                  | 356  | 335  | 385  | 371  | 351  | 335  | 308  | 273  |
| Quellen: Cassini und INSEE |      |      |      |      |      |      |      |      |

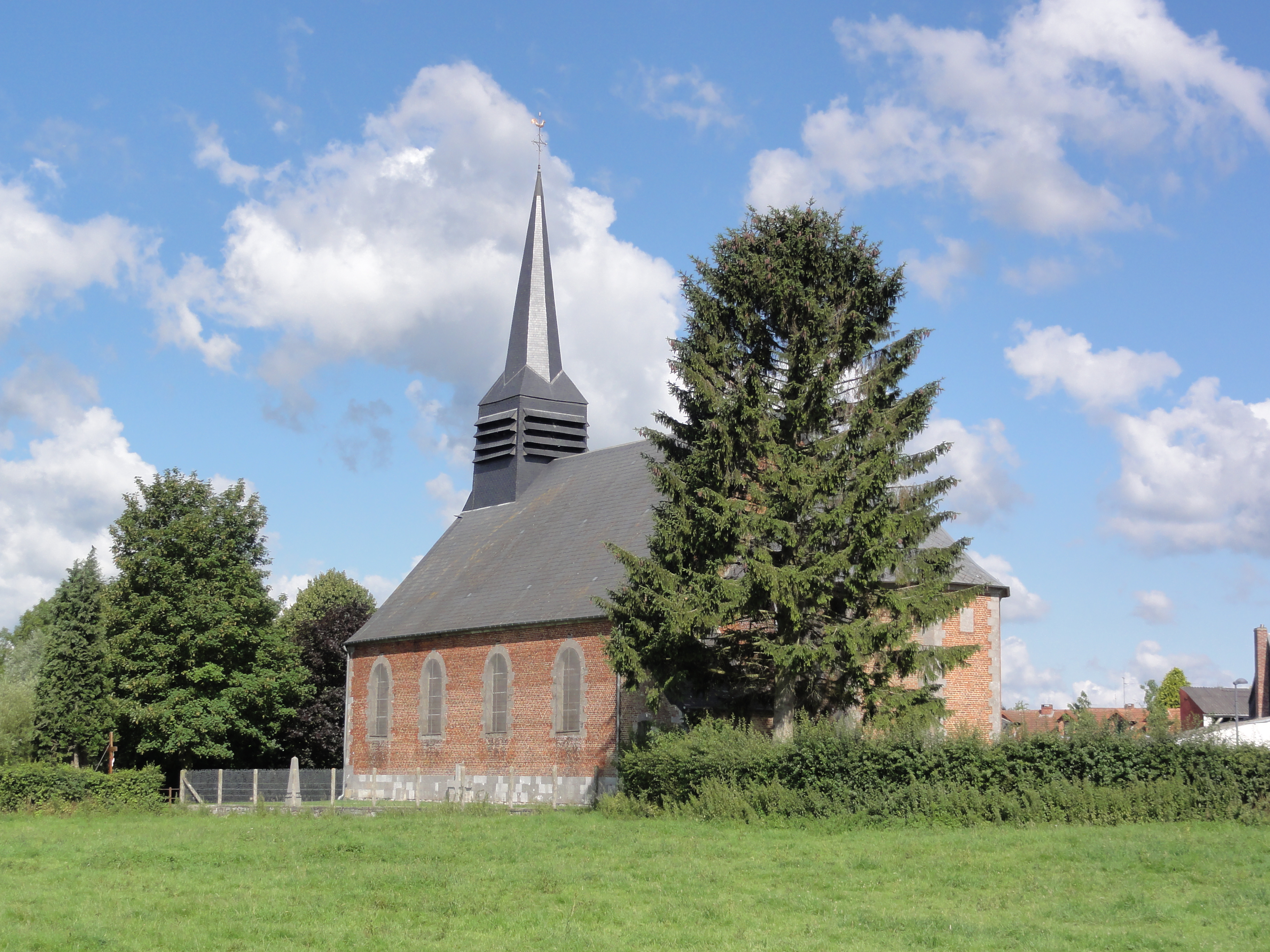
Kirche Saints-Jacques-et-Christophe

## Persönlichkeiten
- Marcel Gromaire (1892–1971), Maler (Vertreter der Bildwirkerei) und Grafiker